# Cercle féminin de Paris
Le Cercle féminin de Paris est une association créée en 1928 par Simone Pierson, "figure" du sport féminin français des années 1930 (maintes fois internationale dans des disciplines variées : athlétisme, basket-ball, pentathlon et football). Simonne Pierson a été présidente du club jusqu’en 1976, année où elle a cédé sa place à Geneviève Brun puis Bernadette Willemain et Béatrice Marcueÿz. Depuis 1993, pour la première fois le club est présidé par un homme, Gonzague de Monteil.
Exclusivement féminin à sa création, le club est devenu mixte dans les années 1970. Aujourd'hui, plus de 1 000 membres actifs participent aux diverses activités.

## Activités
- Tennis : école de tennis, mini-tennis, compétitions, locations de terrains
- Hockey sur gazon / hockey en salle : femmes, hommes, enfants
- Karaté : club de karaté Wado-Ryu à partir de 5 ans
- Natation, aquagym